# 일본 적군
일본적군(日本赤軍, 일본어: 日本赤軍 니혼세키군[*], 영어: Japanese Red Army, JRA, Arab-JRA, Anti-Imperialist International Brigade (AIIB), Holy War Brigade, Anti-War Democratic Front)은 일본 제국주의에 반대하여 1969년 조직된 일본의 마르크스-레닌주의 게릴라이다.

## 역사

### 연합적군 형성
1969년 일본 정부를 상대로 선전포고를 한 일본적군은 경찰에 의해 대부분의 구성원들이 검거되었으며, 설립자인 시오미 다카야는 1970년 검거되었다. 적군파는 200명의 조직원을 잃었으며, 극소수는 1971년 7월 마오쩌둥 중화인민공화국 초대 주석의 사상을 표방하며 연합 적군을 결성하였다.

### 과격 활동
적군은 1972년 겨울 아사마 산장 사건으로 유명해졌는데, 사건 당시 수백 명의 경찰이 일주일간 포위하였다. 사건이 해결된 후 경찰에 의해 아사마 산장 사건 시 대치상황 가운데 사상단결을 목적으로 29명의 적군파 대원 중 14명의 적군파 대원을 잔혹하게 살인한 것이 드러나면서 일본 내의 광범위하게 걸쳐있었던 적군파 일원들은 회의감에 사로잡혀 대부분 전향하거나 적군파 관련 작업을 그만두었으며 일본 적군파가 해산된 제일 큰 원인이 되었다. 그 후 시게노부 후사코가 열성적인 구성원들만을 데리고 일본을 떠났다. 그녀는 40여 명의 지도부와 로드 공항 사건을 감행하였는데, 이는 세계적인 과격 좌파 집단의 무장 중 하나로 가장 유명하다. 1971년부터 일본 적군파는 팔레스타인 인민해방전선과 긴밀한 유대를 가졌으며, 연합 적군은 1972년 사라졌다. 시게노부 그룹은 팔레스타인 인민해방전선(영어: Popular Front for the Liberation of Palestine)의 지원을 받았다.

### 이념과 해산
일본적군파의 공산주의 이념은 각 대원에 따라 달랐지만, 기본적으로 마르크스주의와 레닌주의를 따랐으며, 자본주의 체제의 입헌군주제인 일본 정부를 전복시키고 사회주의 체제의 공화제 정부를 세운다는 세계적인 혁명을 실천하는 목표가 있었다. 반 제국 국제 동맹, 성전 동맹, 반 전쟁 민주 전선으로도 알려졌다. 2001년 4월, 시게노부는 검거 상태에서 적군파의 해산을 선언함으로 이슈화되었었다.

## 같이 보기
- 일본항공 351편 공중 납치 사건
- 일본공산당